# Правда (Челябинская область)
Правда — посёлок в Варненском районе Челябинской области России. Входит в состав Новоуральского сельского поселения.

## География
Расположен в северо-западной части района. Расстояние до районного центра села Варна 12 км.

## История
Основан в 1930 г. при ферме строящегося мясного совхоза «Варненский». Назван в честь газеты «Правда», центрального органа ВКП(б). 
В 1932 г. совхоз стал самостоятельным и получил название «Новый Урал». 

## Население
| 2002 | 2010 |
| ---- | ---- |
| 441  | ↘405 |

(в 1959 — 289, в 1970 — 482, в 1983 — 397, в 1995 — 447)

## Улицы
- Зелёная,
- Мира
- Мирный переулок,
- Надежды,
- Светлый переулок,
- Сиреневая,
- Уральская,
- Школьный переулок.

## Инфраструктура
- фельдшерско-акушерский пункт.